# Le cronache di Dragonlance
Le cronache di Dragonlance sono un ciclo di tre libri fantasy scritti da Margaret Weis e Tracy Hickman ed editi dalla TSR ambientati nel mondo di Dragonlance

## Il ciclo
- I draghi del crepuscolo d'autunno
- I draghi della notte d'inverno
- I draghi dell'alba di primavera

Il ciclo, scritto a metà degli anni ottanta, racconta le vicende di alcuni personaggi in un mondo fantastico chiamato Krynn. In questi libri come nell'ambientazione stessa si narra di eroi, creature bellissime e creature mostruose, ma ovviamente ad occupare il tema centrale sono i draghi.

## Trama

### I draghi del crepuscolo d'autunno
Tanis Mezzelfo, i gemelli Caramon e Raistlin Majere, Tasslehoff Burrfoot, Sturm Brightblade e Flint Fireforge si rincontrano per la prima volta dopo cinque anni di viaggio. Durante la cena, alla Taverna dell'Ultima Dimora a Solace, fanno conoscenza con Goldmoon e Riverwind, due barbari delle pianure che portano uno strano bastone dai poteri taumaturgici, ricercato dagli eserciti del male in tutto Krynn: dopo aver accidentalmente curato con esso uno dei governanti della città, i compagni sono costretti a fuggire dalla taverna ed a lasciare Solace.
Giunti nel loro pellegrinaggio fino a Xak-Tsaroth, dove Riverwind afferma di aver trovato il bastone, i compagni vengono a conoscenza del ritorno dei draghi su Krynn, a causa del piano della Regina delle Tenebre Takhisis per conquistare il mondo. Goldmoon riceve dunque dalla divinità Mishakal il potere di sanare le ferite con il tocco delle mani ed il compito di riportare la fede nei veri dèi fra i popoli di Krynn.
I compagni decidono di tornare a Solace, ma qui scoprono che la città è stata attaccata dai draghi rossi e praticamente incenerita. Catturati dagli eserciti dei draghi, essi vengono liberati dagli elfi e condotti a Qualinesti: qui Tanis rincontra Laurana, sua vecchia fiamma di quand'era bambino, ma il suo amore per Kitiara Uth Matar, la sorellastra dei gemelli, gli impedisce di legarsi nuovamente alla giovane elfa. I compagni abbandonano quindi le terre degli elfi e Laurana li segue, decisa a riconquistare Tanis.
Giunti alle miniere di Pax Tharkas, i compagni organizzano una rivolta degli schiavi e combattono contro Lord Verminaard. La sua uccisione è la prima vittoria riportata dalle forze del bene sulla Regina Oscura.

### I draghi della notte d'inverno
I nani offrono ospitalità ai profughi delle miniere di Pax Tharkas in cambio del ritrovato martello di Kharas; gli umani però agognano la libertà perduta. I compagni si dirigono dunque a Tarsis per cercare aiuto, ma un attacco sferrato dai draghi rossi alla cittadina divide il gruppo in due: Tasslehoff, Laurana, Flint e Sturm decidono di dirigersi alla Muraglia di Ghiaccio per recuperare uno dei preziosissimi globi dei draghi, mentre Tanis, i gemelli, Goldmoon e Riverwind vanno a Silvanesti con Alhana Starbreeze.
A Silvanesti, i compagni vengono a conoscenza del terribile destino toccato alla terra degli elfi, che è stata trasformata in un luogo d'incubo per colpa del re Lorac del suo uso improprio di un globo dei draghi. Gli eroi riescono a spezzare l'incantesimo, Raistlin si impossessa del globo ed il viaggio prosegue verso Flotsam: qui, Tanis incontra nuovamente Kitiara, ora appartenente all'esercito di Takhisis, e ne viene sedotto abbandonando temporaneamente i compagni.
Frattanto Laurana e gli altri sono riusciti a recuperare un altro globo dei draghi e l'hanno portato con loro nell'Ergoth del Sud, dove risiedono, in accampamenti di fortuna, gli elfi fuggiti dal continente. In fuga dall'avidità della sua gente nei confronti del globo, Laurana si dirige verso Sancrist con l'aiuto di Silvara, una schiava Kaganesti che si rivela in seguito essere un drago d'argento e che li aiuterà a forgiare le prime dragonlance, dotate del potere di abbattere i draghi.
A Sancrist, Tasslehoff distrugge il globo dei draghi per evitare le lunghe liti sulla sua custodia. Intanto l'esercito della Regina Oscura avanza ed i compagni lo combattono alla Torre del Sommo Chierico: la battaglia si conclude con la morte di Sturm Brightblade, ucciso dalla stessa Kitiara, sacrificio che ridà però forza all'esercito dei Cavalieri di Solamnia.

### I draghi dell'alba di primavera
Tanis si ricongiunge ai suoi compagni e tutti insieme si imbarcano per Kalaman, ma sulla nave si cela Berem, l'Uomo Eterno, che Takhisis sta cercando con tutte le sue forze per distruggerlo: Kitiara si lancia dunque al loro inseguimento e provoca l'affondamento della nave. Raistlin riesce a fuggire all'ultimo minuto con il globo dei draghi ed abbandona il fratello e i compagni al loro destino.
A Palanthas, Laurana è stata nominata generale dell'esercito di Solamnia. Per ingannarla Kitiara le fa credere che Tanis sia con lei ed abbia chiesto di vederla, riuscendo così a rapirla ed a portarla a Neraka, covo della Regina Oscura.
Tanis ed i suoi compagni sono intanto riusciti a salvarsi dall'annegamento grazie all'aiuto degli elfi marini e sono giunti a Palanthas. Venuto a sapere che Laurana è stata catturata per colpa sua Tanis parte per Neraka, dove si stanno radunando gli eserciti malvagi in attesa del ritorno di Takhisis nel mondo, e si offre a Kitiara in cambio della vita dell'elfa. Kitiara gli ordina dunque di uccidere Ariakas, cosa che Tanis riesce a fare con l'aiuto di Raistlin, e successivamente lo aiuta a fuggire dal tempio assieme a Laurana.
Nei sotterranei di Neraka, Caramon si trova ad affrontare suo fratello Raistlin, passato alle Vesti Nere, e divenuto con la morte di Ariakas il mago più potente di Krynn. Il mago è posto alla guardia di una colonna ingioiellata, dalla quale manca una gemma verde che è incastonata nel petto di Berem, ma all'ultimo egli lascia l'Uomo Eterno libero di uccidersi contro la colonna, causando la disfatta della Regina delle Tenebre. Dopo aver aiutato il fratello e gli ex compagni a fuggire, Raistlin va dunque a Palanthas e, con il potere che gli è stato conferito da Fistandantilus, si insedia nella Torre dell'Alta Stregoneria.